# Galaktoza
Galaktoza – organiczny związek chemiczny z grupy cukrów prostych (monosacharydów), aldoheksoza. Występuje powszechnie u roślin i zwierząt. Jest składnikiem niektórych oligosacharydów (np. laktozy), polisacharydów (np. agar-agar), glikoprotein, gangliozydów oraz cerebrozydów.

## Stereochemia
Galaktoza występuje w postaci dwóch enancjomerów o konfiguracji D i L. Jak większość węglowodanów, w organizmach występuje głównie izomer szeregu D. Ten właśnie izomer jest składnikiem laktozy, a także melobiozy, rafinozy i części polisacharydów wchodzących w skład gum oraz śluzów i pektyn. Jest też elementem strukturalnym niektórych glikozydów. W formie wolnej D-galaktoza występuje w niektórych organizmach roślinnych. Jej obecność stwierdzono w nasionach bluszczu i soi oraz drewnie drzew i korze wiązu czerwonego.
L-Galaktoza występuje w nasionach lnu i łodygach kukurydzy. Jest także składnikiem agar-agaru.

## Metabolizm u człowieka
W organizmie człowieka D-galaktoza przekształcana jest w D-glukozę. Zaburzenia metabolizmu galaktozy są przyczyną jej gromadzenia się w organizmie, co prowadzi do szkodliwego wzrostu stężenia galaktitolu i galaktozo-1-fosforanu i jest przyczyną galaktozemii.